# Belisario Solano Solano
Belisario Antonio Solano (Cartago, 13 de abril de 1960) es un abogado, periodista, analista y  político costarricense. Fue diputado electo en el periodo 1998-2002 por la provincia de Cartago por el Partido Unidad Social Cristiana. Desempeñó el cargo de Viceministro de Gobernación y Policía y Presidente del Sistema Nacional de Radio y Televisión SINART durante la administración del Presidente Abel Pacheco, actualmente se desempeña como abogado, analista internacional y director ejecutivo del medio digital "BS Noticias". Fue juez de los Tribunales de Justicia de Costa Rica en las provincias de San José y Cartago, además de profesor en diversas universidades y jefe del Departamento de prensa del Ministerio de Seguridad del Gobierno de Costa Rica en 1991.
Estudió en la Escuela Monseñor Sanabria y obtuvo su título de bachiller en educación media en el Colegio San Luis Gonzaga en la provincia de Cartago. Actualmente aspira el grado de Doctor en Comunicación por la Universidad de La Laguna, España.

## Biografía
Nació en Cartago, el 13 de abril de 1960. Su primaria la cumplió en la Escuela Monseñor Sanabria y la secundaria en el Colegio San Luis Gonzaga. Obtuvo el título de abogado en la Universidad de Costa Rica y de periodista en la Universidad Autónoma Centroamericana. Actualmente estudia en la Universidad de La Laguna, España.
Solano se desempeñó como juez de los Tribunales de Justicia de Cartago y San José, además fue profesor y director de la Cátedra de Derecho Romana en la Universidad de Costa Rica y profesor de la misma en la Escuela Libre de Derecho. También fue profesor de la cátedra de introducción al estudio de derecho en la Universidad de Costa Rica.
Fue designado como jefe del Departamento de Prensa del Ministerio de Seguridad Pública de Costa Rica en el año 1991. Obtuvo una diputación por la provincia de Cartago en el periodo 1998-2002 por el Partido Unidad Social Cristiana.
Actualmente es el director ejecutivo de su propio medio de comunicación, denominado BS Noticias y Presidente del Colegio  de Periodistas y Profesionales de la Comunicación Colectiva

## Experiencia laboral
Ha realizado asesorías externas como abogado y notario, además de ser el director del Bufete DBS Abogados desde el año 1984. Es el fundador y conductor del programa de televisión "El abogado en su Casa" que se transmite por el Canal 13 nacional. Además fue especialista invitado a la sección legal en la Revista de Radio Monumental de Costa Rica.
Fue regidor municipal ante el Consejo Municipal de Oreamuno de 1986 a 1990, fiscal del Club de Fútbol de Primera División, Club Deportiva Cartaginés de 1989 a 1990 y Fiscal de la Federación Costarricense de Fútbol de 1991 a 1994. Adicionalmente fue presidente y director del Consorcio Cooperativo del Consuma Cartaginés R.L. de 1987 a 1995, Presidente de la Cooperativa de Ahorro y Crédito de Dulce Nombre de Cartago de 1986 a 1997. También fungió como Presidente de la Cámara de Comercio de Cartago y afines de 1995 a 1996.
Fue secretario general alterno de Parlamento Latinoamericano de 1998 a 2002 y secretario de la Junta Directiva de la Refinadora Costarricense de Petróleo.
Laboró por varios años en el medio de comunicación Red de las Américas, que fue un canal de televisión que transmitía noticias de Costa Rica e internacional.

## Trayectoria política
Solano ocupó los cargos de secretario de la fracción legislativa del PUSC en el año 1998 y subjefe de fracción en el 2001. Posteriormente ocupó la secretaría y presidencia de la Comisión Permanente sobre Narcotráfico y la presidencia de la Comisión de Propiedad Intelectual, Asuntos Sociales, Asuntos Internacionales y Consultas Constitucionales.
Como diputado presentó en total 85 proyectos de ley, de las cuales 21 se convirtieron en Leyes de la República. Fue el segundo diputado que más proyectos de Ley presentó durante el periodo 1998-2002.

## Publicaciones
Ha realizado varias publicaciones entre las que destacan los libros "Llegar con Tranquilidad" y el "Código de Propiedad Intelectual". Le han sido publicados numerosos artículos sobre realidad política nacional, regional e internacional.
Otros temas en los que ha escrito son lavado de dinero, seguridad, capitulaciones patrimoniales, determinación de la paternidad y otros referidos a temas políticos y de Derecho Constitucional.